# Клопп (замок, Рейнланд-Пфальц)
Клопп (нем. Burg Klopp) — средневековый замок на высоком холме в городе Бинген-ам-Райн в районе Майнц-Бинген в земле Рейнланд-Пфальц, Германия.
Замок Клопп в 2002 году включён в список Всемирного наследия ЮНЕСКО, как часть долины Верхнего Среднего Рейна.

## История

### Ранний период
Ряд исследователей считает, что ещё во времена Римской империи на этом месте существовал форт, построенный легионерами. Но достоверных подтверждений не имеется. Во всяком случае римский форт Бингиум, согласно недавним исследованиям, находился в стороне от средневековой крепости.
Замковый комплекс был построен между 1240 годом и 1277 годом. Изначально укрепление (Kloppberg) упоминалась как место пребывания церковного наместника, а затем уже как крепость и его официальная резиденция (Burg Klopp). Целью строительства данного замка являлось усиление таможенного барьера на границе Майнцского курфюршества. Крепость Клопп составляла единую систему вместе с замком Эренфельс на другом берегу и Башней Бингер-Маус на острове в центре Рейна, которая была построена в XIV веке.
В 1438 году архиепископ Майнца Дитрих Шенк фон Эрбах продал город и замок капитулу Майнцского собора, который являлся самостоятельным юридическим лицом в епархии. После этого гарнизон замка в первую очередь должен был держать под жёстким контролем горожан, тяготившихся властью клириков и стремившихся обрести независимость.

### XVII–XVIII века

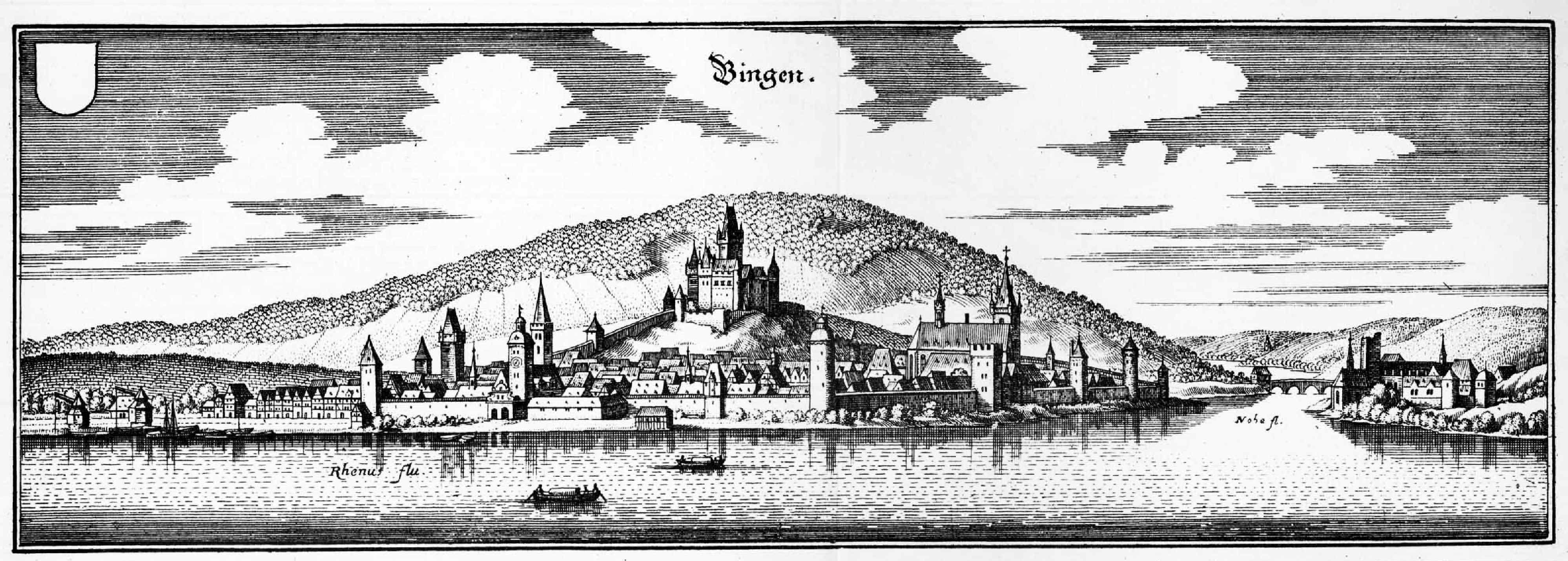
Вид замка на рисунке 1646 года

Во время Тридцатилетней войны замок был разрушен.  К 1653 году Клопп был восстановлен. Но в 1689 году замок был снова разрушен. На этот раз французскими войсками в ходе Войны за Пфальцское наследство.
В 1711-1712 году во время Войны за Испанское наследство Майнцское курфюршество было оккупировано французскими войсками. Восстановленные укрепления оказались взорваны, чтобы противник не мог воспользоваться крепостью.

### XIX, XX и XXI века

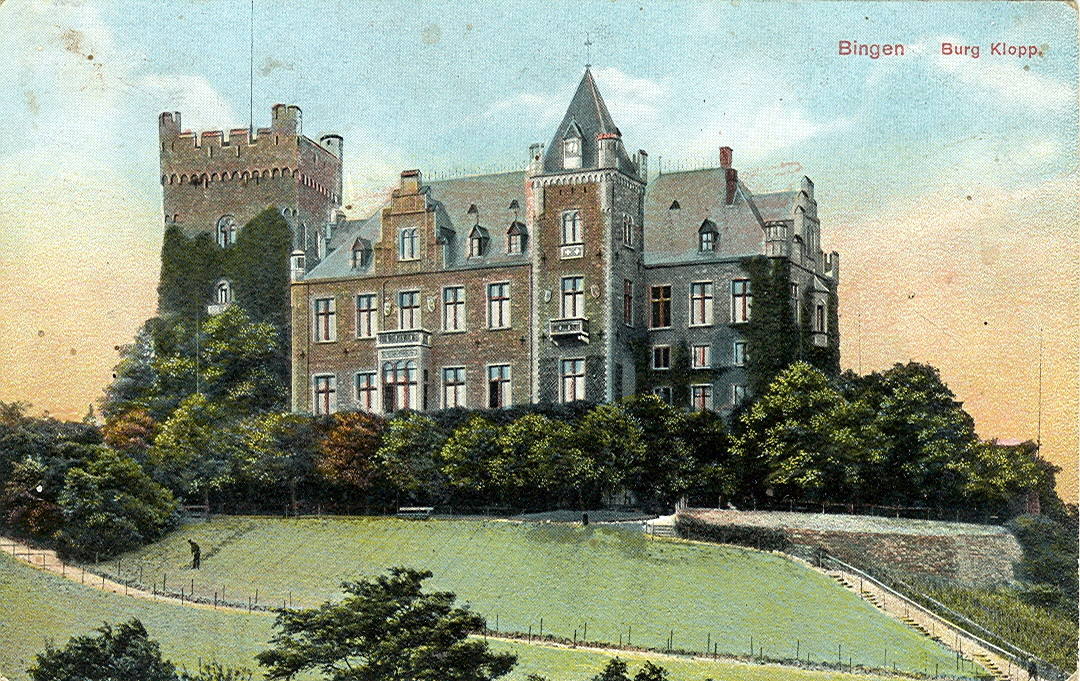
Замок Клопп на открытке 1914 года

Около 1800 года руины замка купил Герман Готфрид Йозеф Фабер, нотариус и член правительства общины Бинген. Но полноценные ремонтные работы так не начались.
Новый собственник у замка Клопп появился примерно в 1840 году. Это был Густав Иоганн фон Менгден, который хотел восстановить замок. Однако эти планы не были реализованы. В 1853 году Менгден продал Клопп кёльнскому судовладельцу и купцу Людвигу Марии Крону. Вскоре наконец-то начались реставрационные работы. Через некоторое время замок был частично восстановлен.
В конце XIX веке замок был выкуплен местными властями. С 1897 года здесь находится городская администрация. После основательного ремонта в комплексе разместилась часть городских служб, в том числе мэрия.

## Описание
Свой нынешний вид замок приобрел в XIX веке, когда в моду вошёл Рейнский романтизм. Многие старинные замки в долине Рейна были восстановлены и отреставрированы.
Частичную реконструкцию (мост, сторожки, зубчатые стены и бергфрид) профинансировал Людвиг Мария Крон. Основные работы начались в 1853 году. Позднее архитектор и бывший мэр города Бинген-ам-Райн Эберхард Зохерр возвёл на территории замка жилое здание в неоготическом стиле. С 1875 по 1879 год комплекс Клопп использовался как летняя респектабельная резиденция.
По сегодняшнему виду трудно представить как замок выглядел в Средние века. Только фрагменты зубчатой стены в южной части комплекса, вероятно, построены ещё до XV века.
Башня высотой 37,5 метра в летние месяцы открыта для посещения. Со смотровой площадки на верхнем этаже открывается прекрасный вид на долину Рейна.
Замок Клопп — один из участников фестиваля фейерверков «Огни Рейна», который проводится ежегодно. В этом празднике также задействованы замки Эренфельс, Райнштайн, Райхенштайн и др.

## Галерея

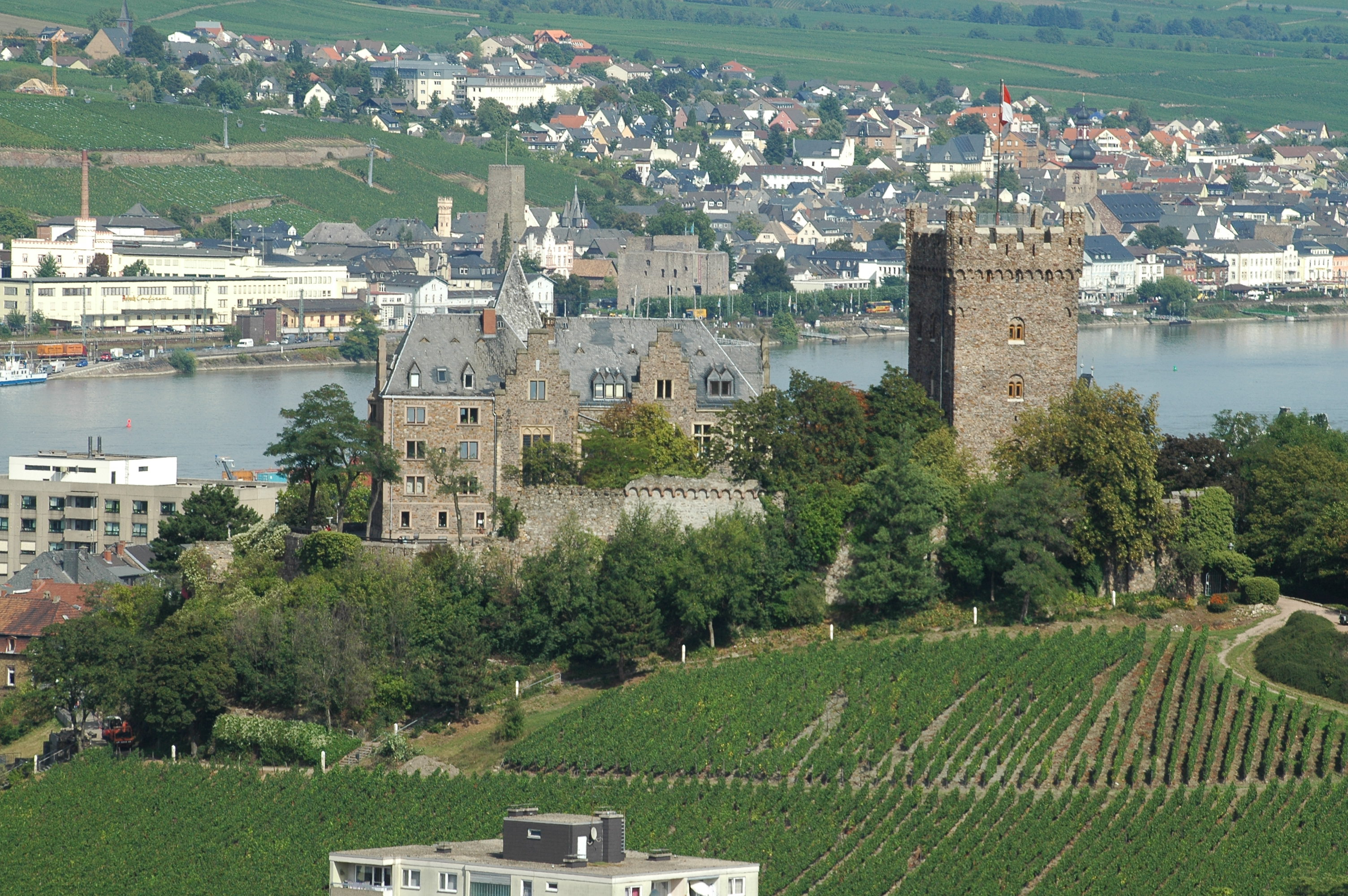
Вид замка и долины Рейна
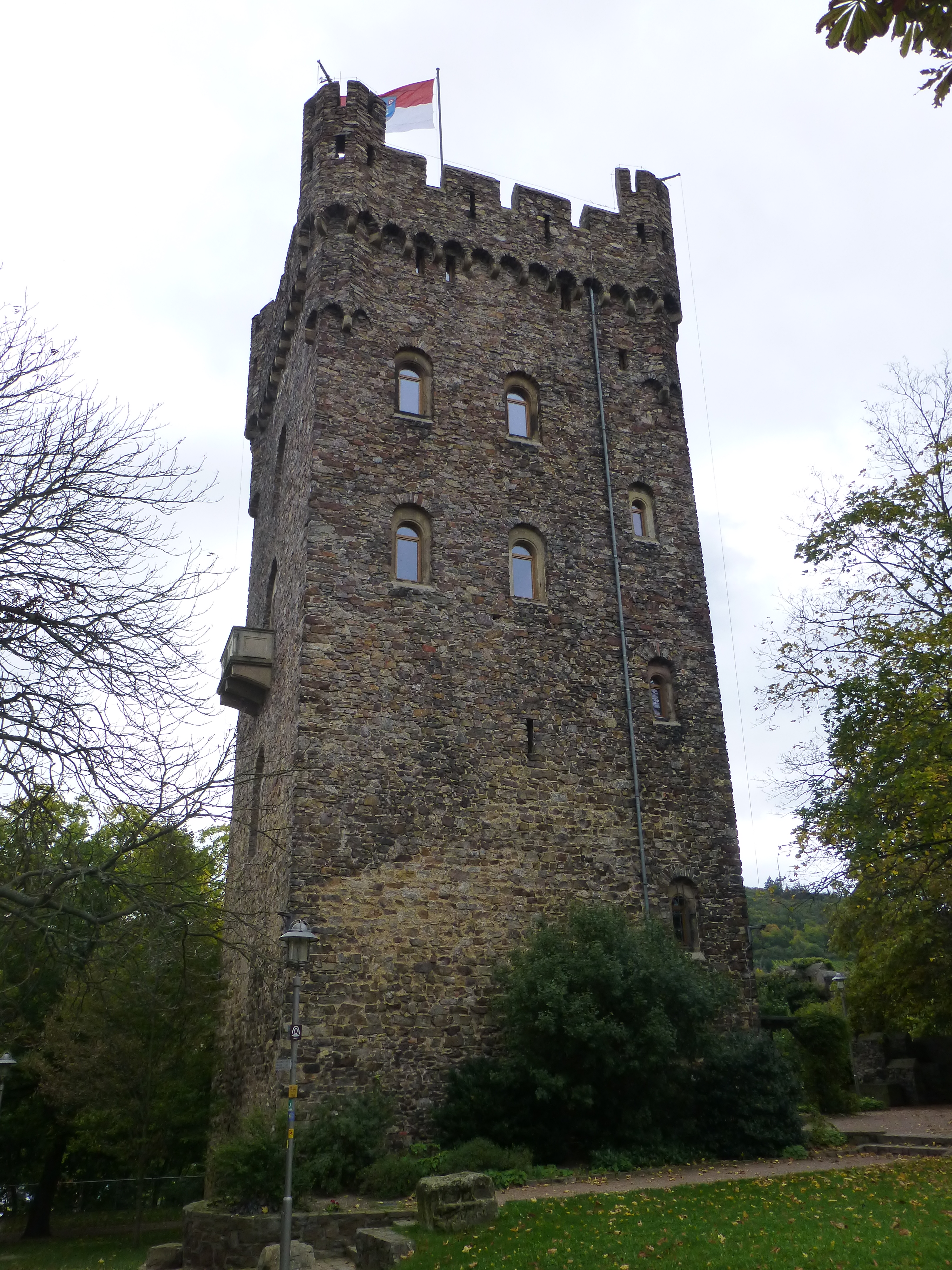
Бергфрид замка
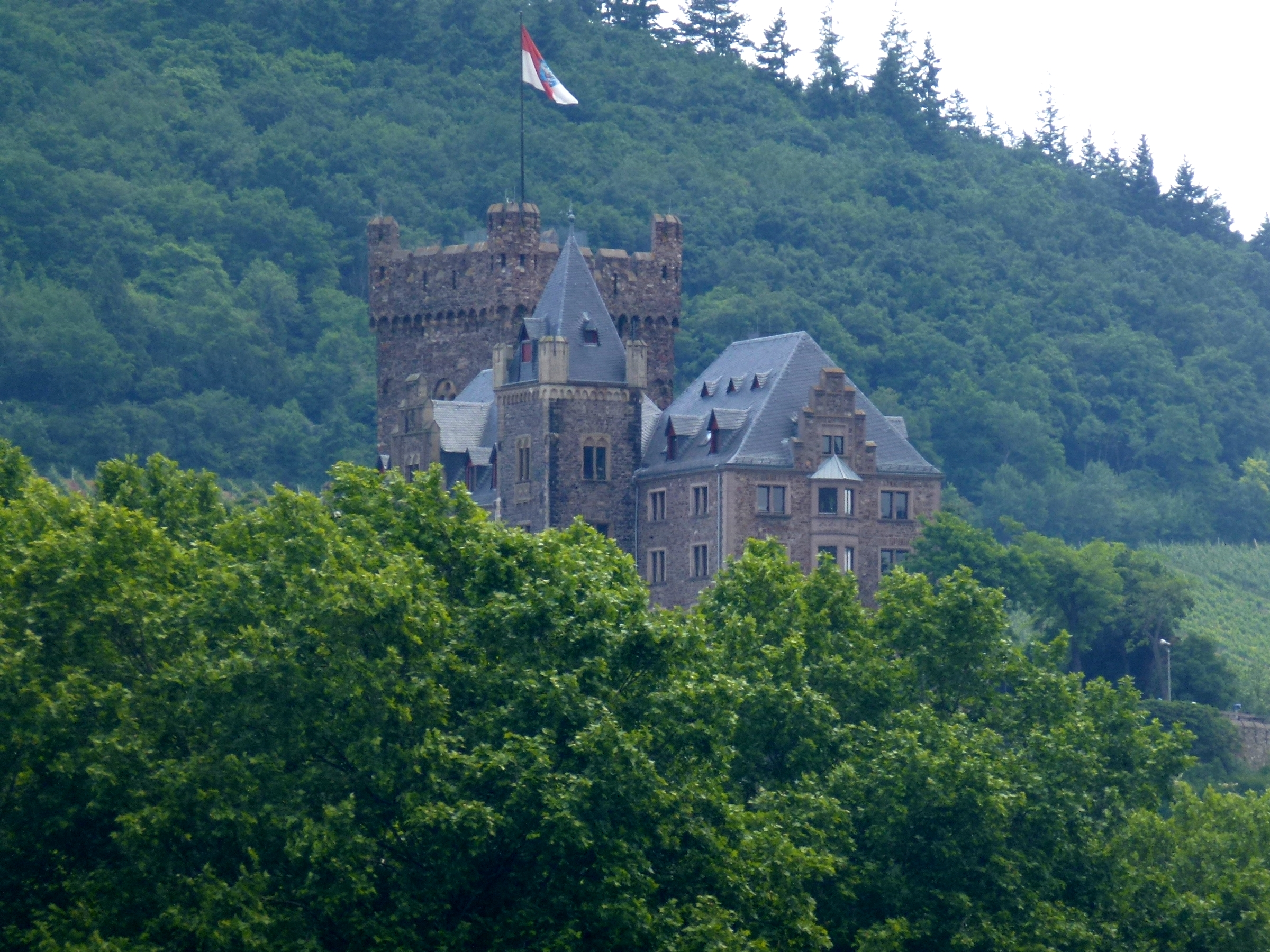
Замок на фоне соседней горы
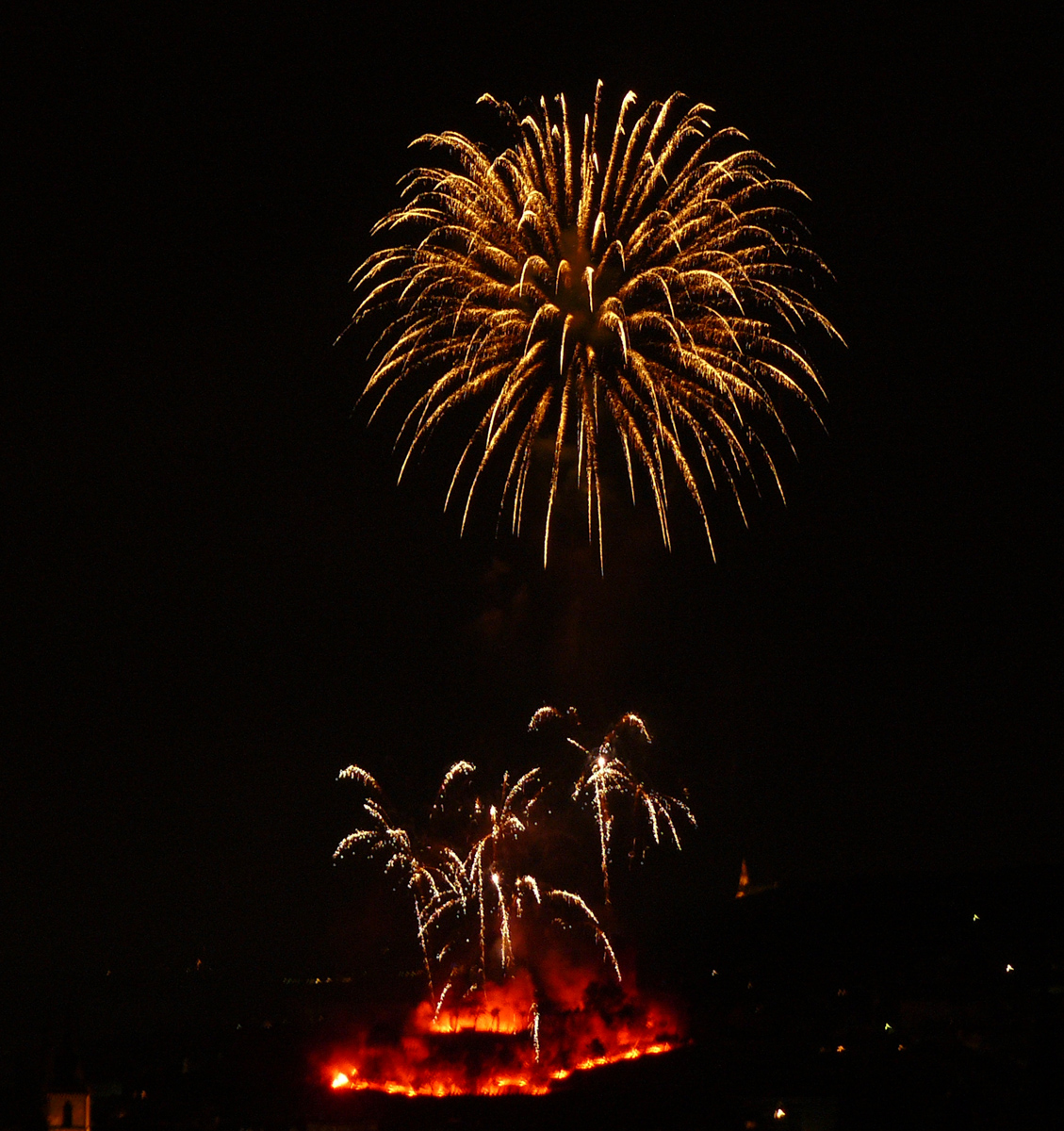
Клопп во время фестиваля фейерверков
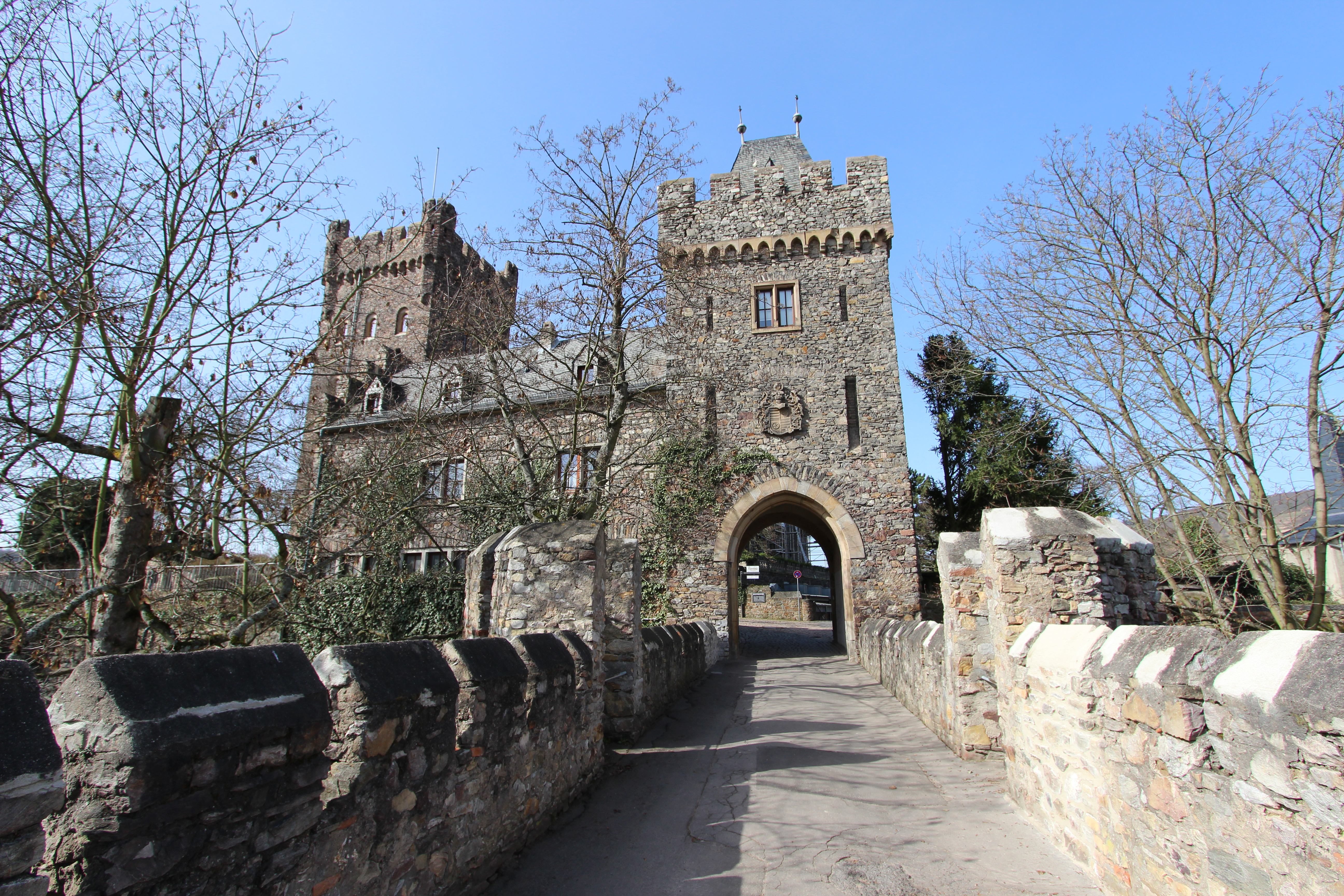
Путь по каменному мосту к замковым воротам